# Lua (programmeertaal)
Lua (LOE-ah, maan in het Portugees) is een dynamisch getypeerde imperatieve scripttaal die veel als geïntegreerde scripttaal in applicaties gebruikt wordt, maar ook los gebruikt kan worden. De scripts worden uitgevoerd op een virtuele machine met garbage collection. De taal heeft een eenvoudige syntaxis met enkele primitieve types (zoals booleans, doubles en strings) en tabellen, in essentie associatieve arrays, waarmee de bekende datastructuren zoals arrays, lijsten en hashmaps geconstrueerd kunnen worden.
De taal is ontwikkeld door Roberto Ierusalimschy, Waldemar Celes en Luiz Henrique de Figueiredo aan de PUC-Rio te Rio de Janeiro, Brazilië. De versies tot versie 5.0 zijn uitgebracht onder een licentie die vergelijkbaar is met de BSD-licentie. Vanaf versie 5.0 is Lua uitgebracht onder de MIT-licentie.

## Kenmerken
Lua is een multi-paradigmaprogrammeertaal waar niet allerlei taalconstructies zijn ingebouwd maar die wel mogelijk zijn met de bestaande taalconstructies. De taal kan hiermee als het ware uitgebreid worden door bestaande taalconstructies op een bepaalde wijze te gebruiken. Zo bevat Lua geen ingebouwde ondersteuning voor overerving maar het is wel mogelijk dit te simuleren met metatabellen. Op vergelijkbare wijze kunnen programmeurs naamruimten en klassen implementeren met behulp van de tabellen in Lua. Ook is het mogelijk veel technieken uit het functioneel programmeren te gebruiken met behulp van de functies in Lua. De taal dwingt de programmeur hierdoor niet een bepaald paradigma op.
Als gevolg hiervan is Lua niet zo groot (de interpreter is na compilatie ongeveer 150 kilobyte) en de taal kan uitgebreid worden om gebruikt te worden in allerlei specifieke applicaties.

## Werking
Code die geschreven is in Lua wordt niet direct geïnterpreteerd maar het wordt gecompileerd naar bytecode die vervolgens uitgevoerd wordt door de virtuele machine van Lua. Het compileren vindt tijdens het uitvoeren van het programma plaats en het is doorgaans niet merkbaar voor de gebruiker. Het is ook mogelijk dit van tevoren te doen om het geheugengebruik en de benodigde rekentijd te beperken.

## Voorbeelden
Het Hello world-programma in Lua is:
```
print
(
"Hello, World!"
)

```

Het berekenen van de faculteit van n:
```
function
 
factorial
(
n
)

  
if
 
n
 
==
 
0
 
then

    
return
 
1

  
else

    
return
 
n
 
*
 
factorial
(
n
 
-
 
1
)

  
end

end

```

Een willekeurig getal nemen tussen 1 en een getal in een variabele:
```
local
 
max
 
=
 
10

math.random
(
1
,
 
max
)

```

Oneindig:
```
local
 
max
 
=
 
math.huge

```

## Gebruik

### Computerspellen
Lua wordt vaak gebruikt in computerspellen voor de spellogica zoals bots en de interactie met het spel. Door Lua te gebruiken kan deze logica gemakkelijk door de ontwikkelaars aangepast worden zonder telkens opnieuw de spelengine te moeten compileren, wat soms uren kan duren. Daarnaast is Lua, na compilatie, niet zo groot, praktisch net zo snel als dat het in de spel engine zelf zou zijn geprogrammeerd en is het onder de MIT-licentie beschikbaar. Roblox gebruikt Luau, dat door Roblox ontwikkeld is en een vertakking is van de taal die vanuit versie 5.1 gegroeid is.

### Conky
Conky is een programma dat systeeminformatie kan weergeven op bureaubladen van Linux- en BSD-systemen. Lua-scripts kunnen met behulp van Conky gebruikt worden om informatie van websites weer te geven op het bureaublad.